# Factores de escala (coordenadas ortogonales)
Los factores de escala o coeficientes métricos de un sistema de coordenadas ortogonales sobre el espacio euclídeo son las funciones que caracterizan el tensor métrico expresado en dichas coordenadas.

## Introducción
Las líneas coordenadas de un sistema de coordenadas en el espacio euclídeo tridimensional son aquellas que se obtienen partiendo de un punto dado, de coordenadas {\displaystyle (q_{1},q_{2},q_{3})\,}, variando una de ellas y manteniendo fijas las otras dos. Un sistema de coordenadas se dice ortogonal si las líneas coordenadas son ortogonales en cada punto. Las coordenadas cartesianas, las cilíndricas y las esféricas, son ejemplos de coordenadas ortogonales.
Dado un conjunto de coordenadas sobre el espacio euclídeo cuyas líneas coordenadas se cortan en ángulo recto, puede construirse una base vectorial ortonormal en cada punto, a partir de los vectores tangentes a cada línea coordenada. En la obtención de estos vectores se definen unas cantidades, denominadas factores de escala, que aparecen frecuentemente en las fórmulas del cálculo vectorial. Tomando los vectores tangentes a cada línea en un punto, obtenemos tres vectores ortogonales entre sí, pero no necesariamente unitarios:

{\displaystyle {\vec {e}}_{i}={\frac {\partial {\vec {r}}}{\partial q_{i}}}}

Para obtener un sistema ortonormal, dividimos cada vector por su módulo

{\displaystyle h_{i}(q_{1},q_{2},q_{3})=\|{\vec {e}}_{i}\|=\left\|{\frac {\partial {\vec {r}}}{\partial q_{i}}}\right\|}

Las cantidades {\displaystyle h_{i}\,} son los denominados factores de escala. Su nombre proviene de que dan la proporción entre lo que varía una coordenada y el desplazamiento que produce esta variación. De hecho el tensor métrico gij del espacio euclídeo expresado en este sistema de coordenadas:

{\displaystyle [g_{ij}]={\begin{bmatrix}h_{1}^{2}&0&0\\0&h_{2}^{2}&0\\0&0&h_{3}^{2}\end{bmatrix}}}

Debe recordarse que el espacio euclídeo, en el que existe una función para medir distancias y longitudes de curvas, tiene la estructura de variedad de Riemann gracias a la existencia de dicho tensor métrico. Gracias a esa relación entre los factores de escala y el tensor métrico, estas magnitudes aparecen en multitud de expresiones de cálculo vectorial. Así, un "desplazamiento infinitesimal" se escribe:

{\displaystyle d{\vec {r}}=h_{1}\,dq_{1}\,{\hat {q}}_{1}+h_{2}\,dq_{2}\,{\hat {q}}_{2}+h_{3}\,dq_{3}\,{\hat {q}}_{3}}

La 3-forma elemento de volumen, a partir de la cual se construye el llamado "elemento de volumen diferencial" viene dado en coordenadas curvilíneas por:

(left)

También aparecen en las expresiones en coordenadas curvilíneas del gradiente, la divergencia y el rotacional.

## Coordenadas esféricas y cilíndricas
Aplicando el cálculo de los factores de escala a las coordenadas cartesianas se obtiene:

{\displaystyle h_{1}=1,\qquad h_{2}=1,\qquad h_{3}=1}

En coordenadas cilíndricas:

{\displaystyle h_{1}=1\qquad h_{2}=\rho \qquad h_{3}=1}

y en coordenadas esféricas:

{\displaystyle h_{1}=1,\qquad h_{2}=r,\qquad h_{3}=r\,{\rm {sen}}\theta }